# Церковь Рождества Пресвятой Богородицы (Земун)
Церковь Рождества Пресвятой Богородицы (серб. Црква Рођења Пресвете Богородице), также известна как Церковь Богородицы (серб. Богородичина црква) — храм Сербской православной церкви, расположенный в центральной части Земуна, на улице Раячича. Памятник культуры.

## История
Согласно Пожаревацскому миру (1718), и потом Белградскому миру (1739), Османская империя была вытеснена из юго-восточного Срема, Земун оказался на границе двух империй — Габсбургской монархии и Османской империи. После неоднократных перемен было установлено военно-гражданское управление, причем Земун в составе Габсбургской монархии и её Военной границы стал свободным военным коммунитетом. Годы мира, которые последовали, способствовали ускоренному экономическому развитию и развития гражданского общества, купечества и ремесленнического сословия. Развитие пограничного города проявлялось в увеличении численности населения, строительстве общественных и частных зданий и расширении территории населенного пункта, в которых жили сербы, немцы, евреи, греки, цинцары и другие народы. В западной части Старого ядра Земуна, которое развивалось с начала XVIII века, в 1776 году был заложен краеугольный камень для новой православной церкви, строительство которой финансировалось за счет средств населения Земуна, сербской, греческой и цинцарской национальности. Строительство церкви было завершено в 1780 году.

## Описание
Церковь является однонефным сооружением позднего барокко с полусферической абсидой и неглубокими хорами, в конце 1794—1795 годах получила высокую колокольню на западной стороне, которая была чуть ниже башни церкви Блаженной Девы Марии. Первый колокол, установленный в 1815 году, символизировал победу над Наполеоном. Позднее, к этому, существующему и в настоящее время колоколу, добавили ещё два.
Под колокольней возведен заглубленный склеп, который не использовали для этих целей. Склеп спроектирован по правилам, которые все ещё продолжают существовать главным образом в монастырях Греческой православной церкви. Источники указывают, что «новую» церковь, как её стали называть среди народа, использовали для религиозных целей единоверные греки, цинцары и сербы, которые вносили взносы на её содержание. Обряды совершались на церковнославянском, в по некоторым дням (до 1914) и на греческом языке. Храм с двором стал центром, где организовали церковную, просветительную и культурную деятельность земунских сербов в XIX веке. Церковь подвергалась большим восстановительным работам в 1890, 1937 и 1999 году, а 2009 году она получила декоративное освещение. В церкви Литургию неоднократно служили патриархи Сербской православной церкви.

## Архитектура
Церковь Богородицы является крупнейшим храмом в Старом ядре Земуна. Она представляет собой однонефное сооружение, с неглубокими хорами и стройной двухъярусной колокольней, возвышающейся над западным фасадом. Храм имеет изящный, резной иконостас в силе барокко, изготовленный мастером Аксентием Марковичем, с иконами выдающегося продуктивного иконописца и живописца периода классицизма, Арсения Теодоровича. В этом же году был установлен был большой церковный колокол. Теодорович делал роспись на первом своде под иконостасом и в первой арке перед алтарем. Он также сделал роспись архиерейского трона с изображением святого Саввы, который над гробом отца примиряет враждующих братьев, вводя эту сцену в сербское современное искусство.
Церковь обладает богатой ризницей и коллекцией книг и архивных материалов, в числе которого можно выделить московское Евангелие из 1782 года, с чертежами архимандрита монастырей Боговаджя и Волявча — Хаджи-Рувима, 1788 года.
Церковь подвергалась реставрации в 2000—2001 годах, когда была восстановлена роспись, уложено новое напольное покрытие и напольное отопление. Церковь представляет собой единый комплекс с Домом Сербской православной церковной общины, с которой разделяет один земельный участок.
Церковь Богородицы является крупнейшим храмом, размещенный в пространственном культурно-историческом ансамбле Старое ядро участвующим в оформлении силуэта города со стороны Дуная, Гардоша и Чуковаца.

## Галерея

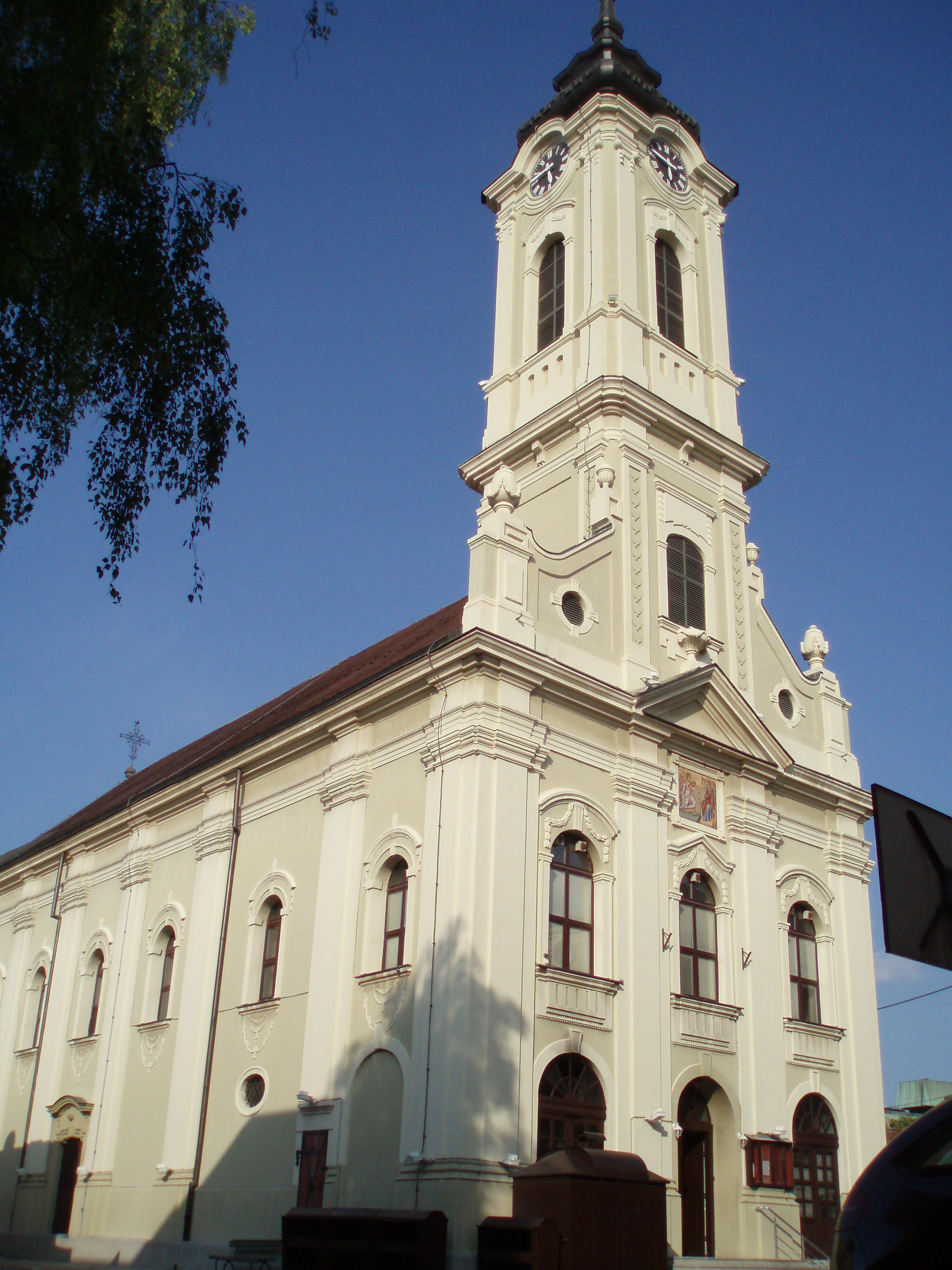
Передний фасад с колокольней (1880)
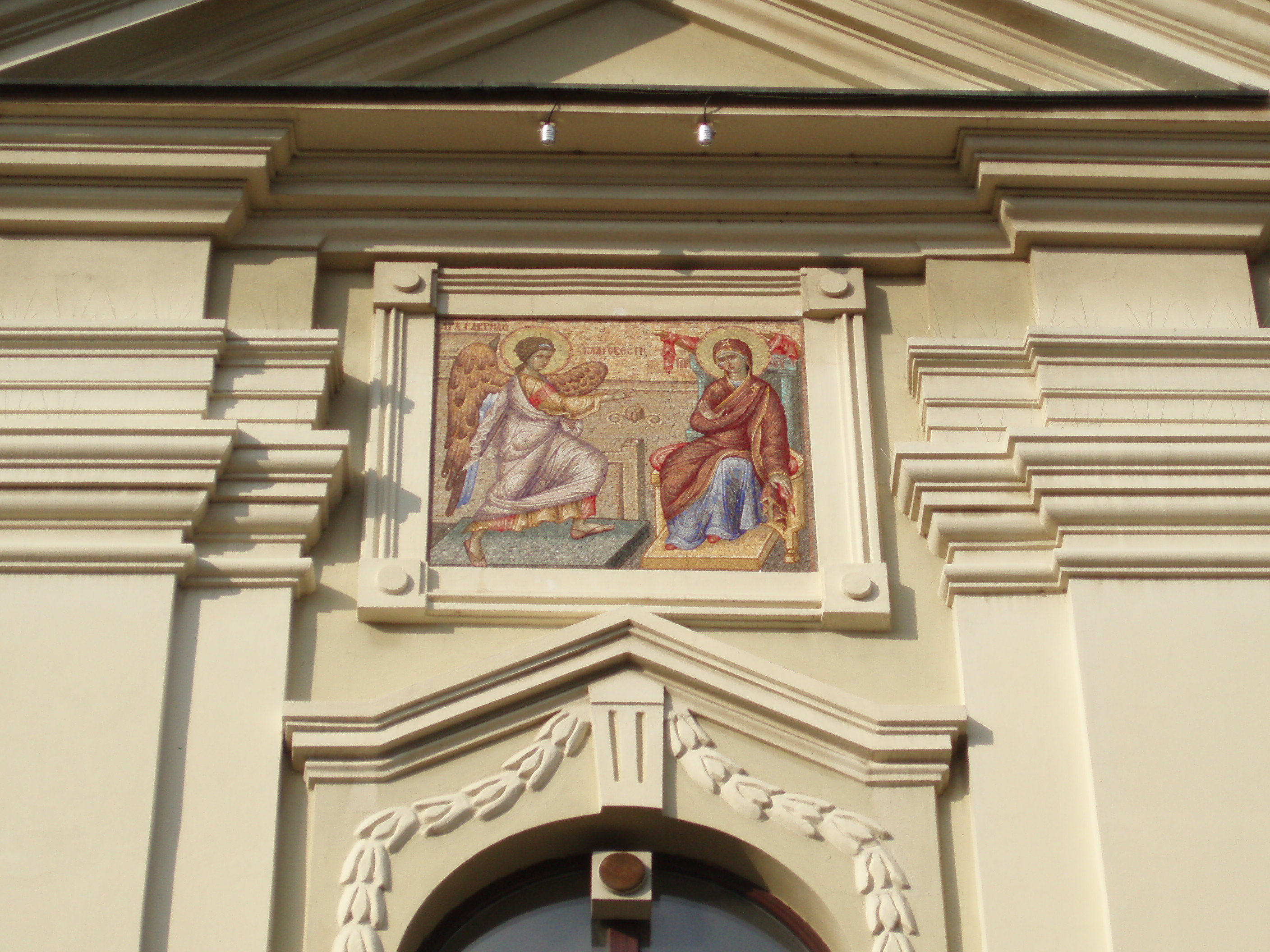
Мозаика на переднем фасаде церкви
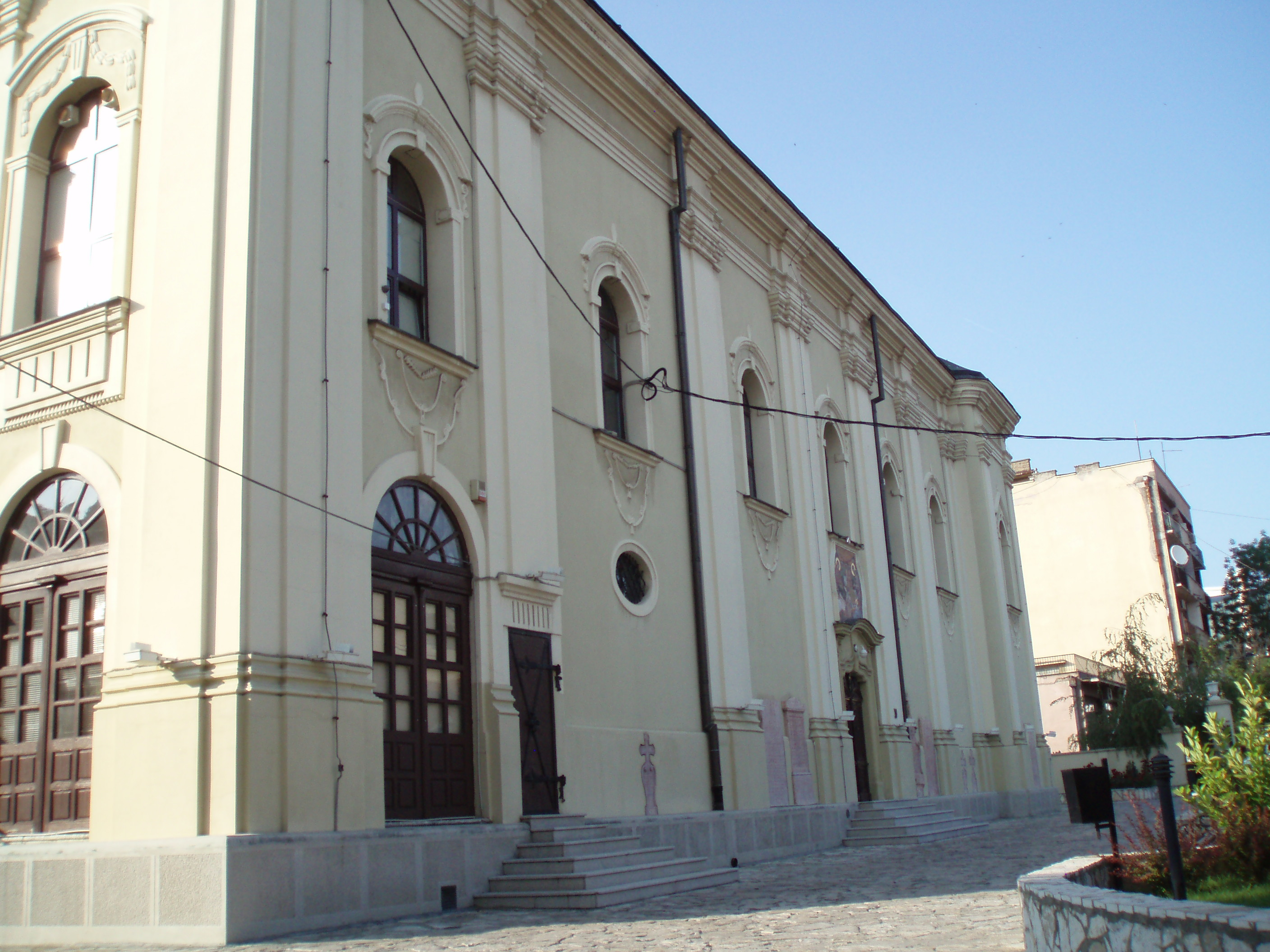
Боковой фасад церкви
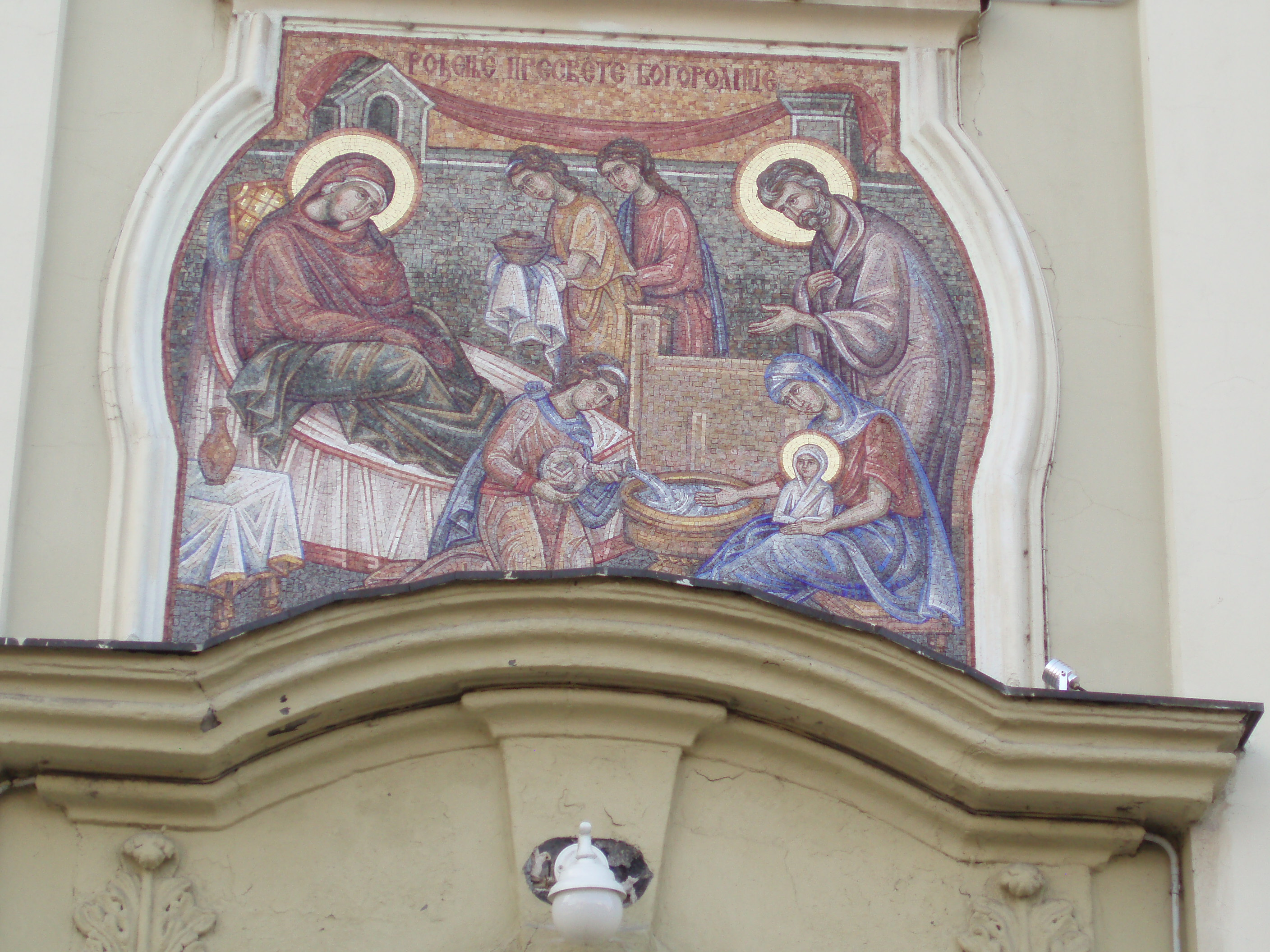
Мозаика на боковом фасаде церкви
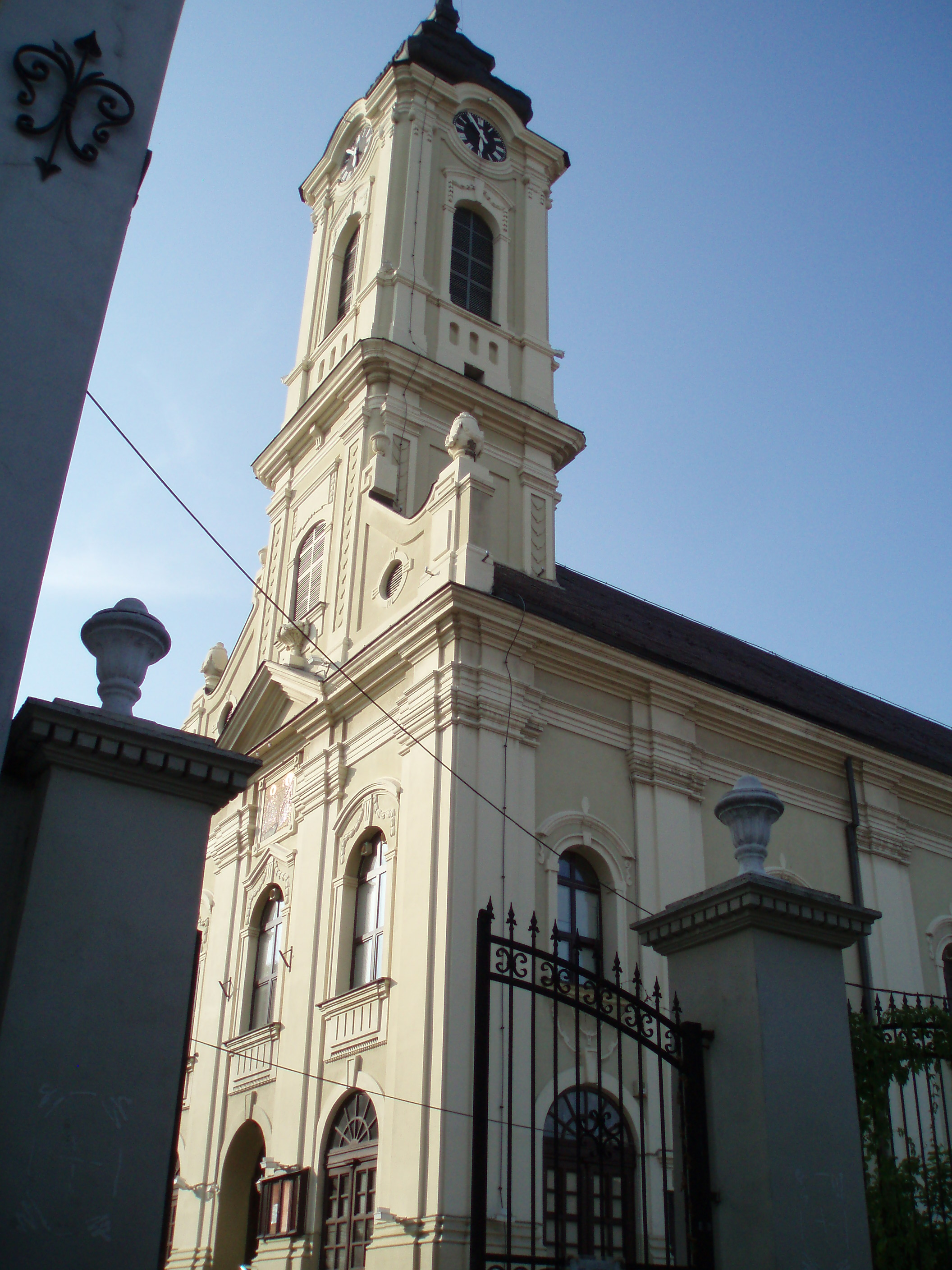
Пристрой с колокольней и склепом
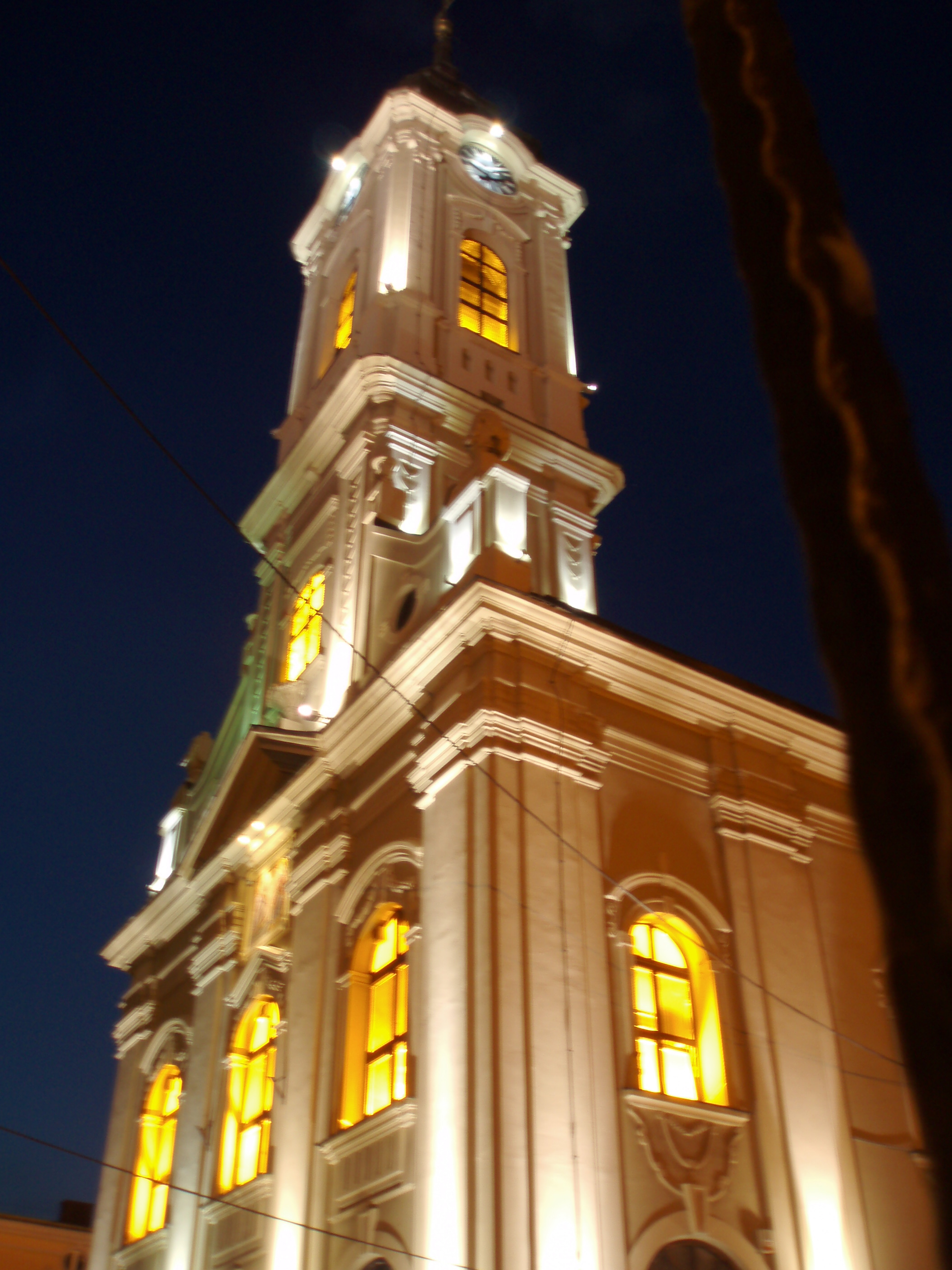
Вид на колокольню ночью